# Deutsche Bischofskonferenz

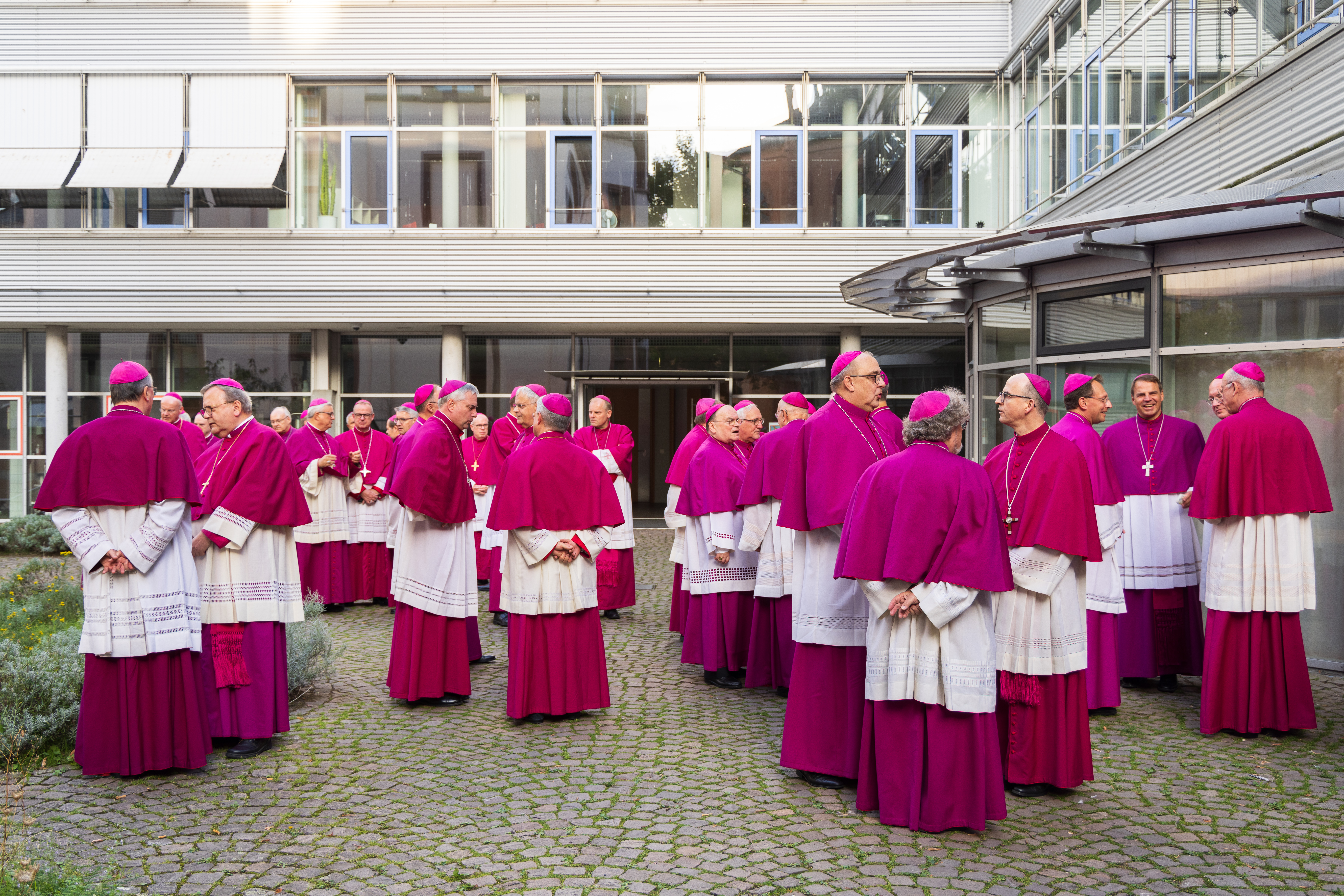
Die Deutschen Bischöfe während der Herbst-Vollversammlung 2023 in Wiesbaden. Aufgrund von Renovierungsarbeiten fand die Vollversammlung nicht wie üblich in Fulda statt.

Die Deutsche Bischofskonferenz (DBK) ist der Zusammenschluss der katholischen Bischöfe aller Diözesen in Deutschland. Neben den Diözesanbischöfen gehören der Bischofskonferenz die Koadjutoren, die Diözesanadministratoren und die Weihbischöfe an. Im Mai 2019 waren dies 67 Mitglieder aus den 27 deutschen Diözesen. Die Organisation ist mit ihrem Sekretariat in Bonn ansässig. Zur Vertretung der Kirche nach außen gegenüber Staat und Gesellschaft existiert als weitere Dienststelle der Bischofskonferenz das Katholische Büro in Berlin. Am 3. März 2020 wählten die deutschen Bischöfe bei ihrer Frühjahrsvollversammlung in Mainz den Bischof von Limburg, Georg Bätzing, als Nachfolger von Kardinal Reinhard Marx für sechs Jahre zu ihrem Vorsitzenden.
Die erste deutsche Bischofskonferenz fand vom 23. Oktober bis 16. November 1848 in Würzburg statt. 1867 versammelten sich die deutschen Bischöfe erstmals „am Grabe des heiligen Bonifatius“ in Fulda; danach wurde daraus eine feste Institution.

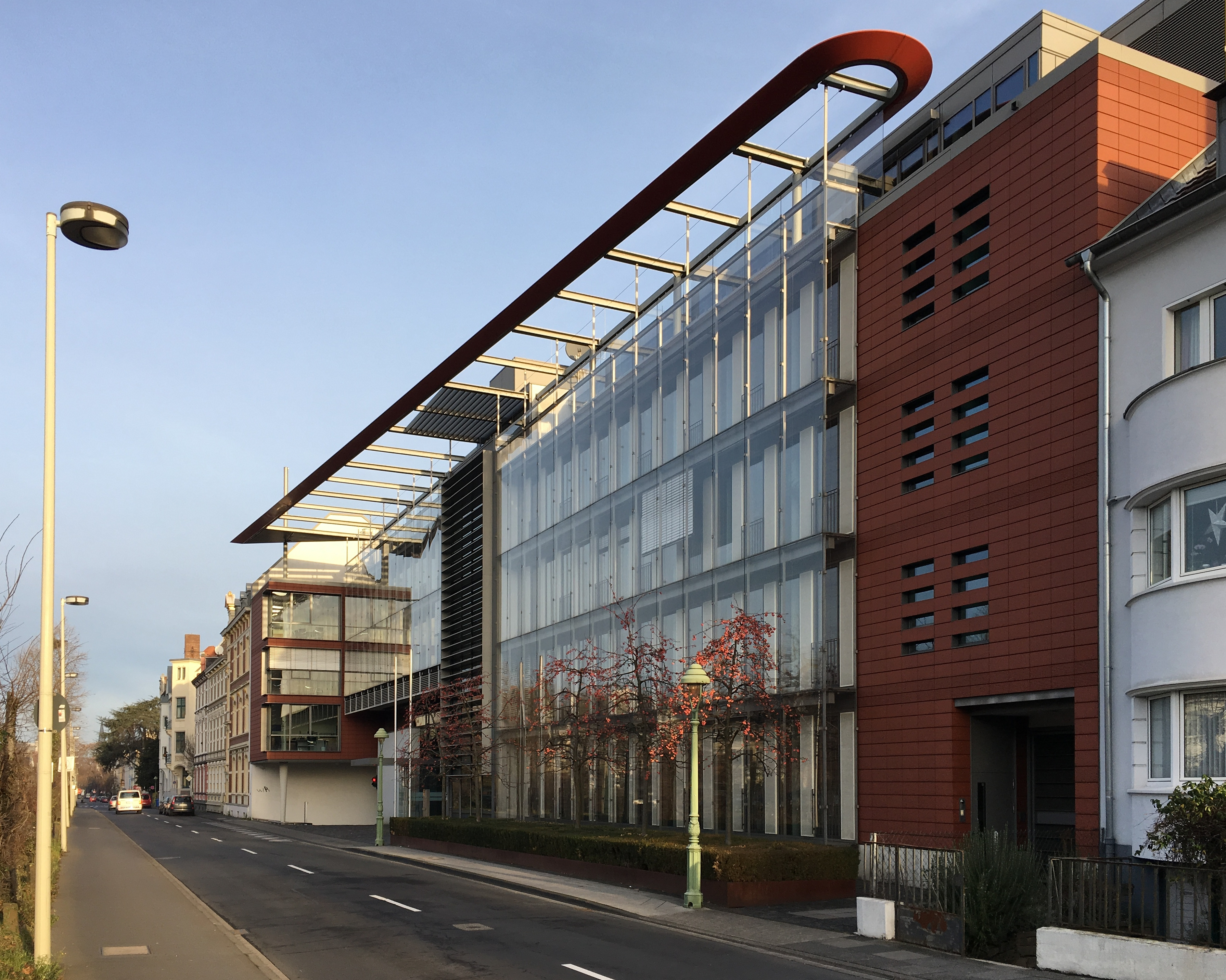
Sekretariat der Deutschen Bischofskonferenz in Bonn (2018)

## Zusammensetzung und Aufgaben
Die Deutsche Bischofskonferenz ist laut Statut der „Zusammenschluss der Bischöfe der (katholischen) Teilkirchen (Diözesen) in Deutschland zum Studium und zur Förderung gemeinsamer pastoraler Aufgaben, zu gegenseitiger Beratung, zur notwendigen Koordinierung der kirchlichen Arbeit und zum gemeinsamen Erlass von Entscheidungen sowie zur Pflege der Verbindung zu anderen Bischofskonferenzen.“
Die Deutsche Bischofskonferenz gründet sich auf das Dekret des Zweiten Vatikanischen Konzils (1965) Christus Dominus (Art. 38) und wurde im neuen kirchlichen Gesetzbuch von 1983 in den 447–459  CIC normiert. Sie ist so keineswegs die Vertretung der deutschen Bistümer gegenüber dem Heiligen Stuhl, sondern eine Einrichtung des Heiligen Stuhls in einem bestimmten Land. (cc 449). Sie ist Mitglied im Rat der europäischen Bischofskonferenzen (CCEE) und in der Kommission der Bischofskonferenzen der Europäischen Gemeinschaft (COMECE).
Der Verband der Diözesen Deutschlands (VDD) ist Rechtsträger der Deutschen Bischofskonferenz und des Sekretariats der Deutschen Bischofskonferenz.
Die Konferenz fungiert auch als Herausgeber der deutschsprachigen Verlautbarungen des Apostolischen Stuhls, also zum Beispiel von päpstlichen Enzykliken.

## Die Organe der Deutschen Bischofskonferenz
Art. 3 des Konzilsdekrets Christus Dominus „legte die Organe der Bischofskonferenz fest: die Vollversammlung, der Ständige Rat, der Vorsitzende und die Bischöflichen Kommissionen ‚zur Bearbeitung von Fragen eines bestimmten Teilgebietes’. Das oberste Organ ist die Vollversammlung.“

### Die Vollversammlung
Oberstes Organ der Deutschen Bischofskonferenz ist die Vollversammlung der Mitglieder. Ihr gehören die Diözesanbischöfe, die Koadjutoren, die Diözesanadministratoren, die Weihbischöfe und die anderen Titularbischöfe mit besonderer Aufgabe an. Die Vorsteher der 24 anderen katholischen Kirchen eigenen Rechts sind beratende Mitglieder. Der Apostolische Nuntius kann bei Bedarf beratend oder beobachtend teilnehmen; er ist nicht stimmberechtigt.
Zu den Aufgaben der Vollversammlung gehören unter anderem die Wahl des Vorsitzenden und der anderen Funktionsträger sowie der Erlass von Lehraussagen und allgemeinen Dekreten. „Das Konzilsdekret ‚Christus Dominus‘ vom 28. Oktober 1965 […] definierte in Art. 38, […] dass die Beschlüsse mit 2/3 der Stimmen der Stimmberechtigten gefasst werden und wie sie Rechtskraft erlangen (Nr. 4).“
Alle Mitglieder treffen sich zweimal im Jahr zu einer je viertägigen Vollversammlung. Die Frühjahrvollversammlung findet an wechselnden Orten, die Herbstvollversammlung stets im Priesterseminar Fulda statt.
Der Vollversammlung gehören 61 Mitglieder an.

### Der Ständige Rat
„Im ‚Ständigen Rat‘ ist jedes der 27 (Erz-)Bistümer durch den Ortsordinarius (oder im Verhinderungsfall durch seinen Vertreter) mit Sitz und Stimme vertreten.“
Auf Empfehlung einer neunköpfigen Jury entscheidet der Ständige Rat über die Preisträger des seit 1979 jährlich von der Deutschen Bischofskonferenz verliehenen Katholischen Kinder- und Jugendbuchpreises.

### Der Vorsitzende

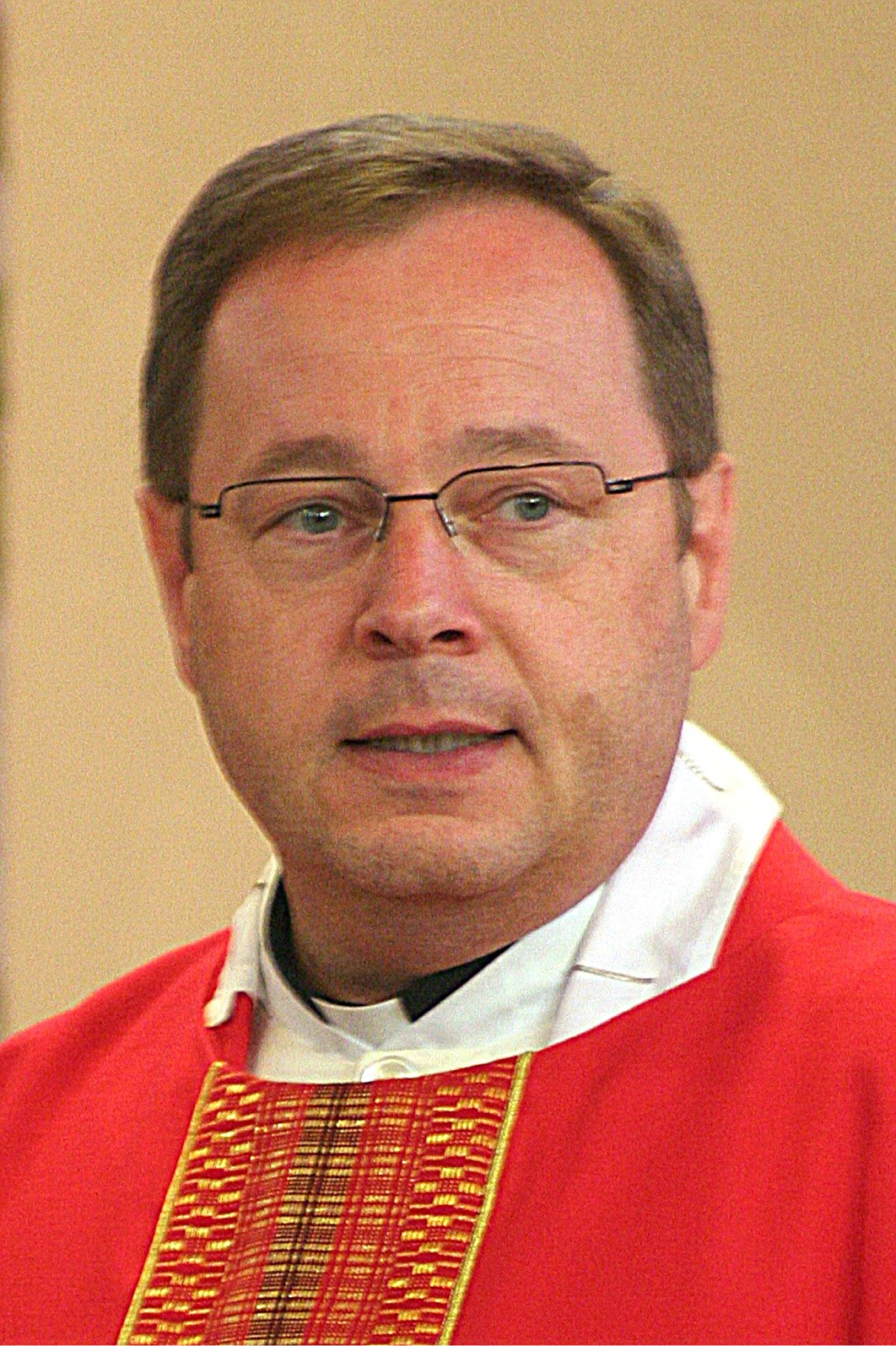
Der im März 2020 gewählte Vorsitzende der DBK, Georg Bätzing, Bischof von Limburg

Der Vorsitzende, der ein Diözesanbischof sein muss, wird in geheimer Wahl mit zwei Drittel der Stimmen auf sechs Jahre gewählt; eine Wiederwahl ist möglich. Er leitet die Vollversammlung und den Ständigen Rat und setzt die Tagesordnung unter Berücksichtigung der eingegangenen Wünsche fest; die Gremien befinden zu Beginn ihrer Sitzung nochmals über die Tagesordnung.
„Er vertritt die Bischofskonferenz nach außen“; dabei ist er an ihre Beschlüsse gebunden.
„In der Mediengesellschaft wird der Vorsitzende nicht nur wegen der ergangenen Beschlüsse angefragt, sondern muss zu vielen Ereignissen und Problemen des kulturellen, politischen und gesellschaftlichen Lebens Stellung beziehen, für das es sehr oft keine unmittelbaren Vorgaben durch Beschlüsse der Bischofskonferenz gibt. Dies verstärkt die Verantwortung und die Stellung des Vorsitzenden vor allem in die Gesellschaft hinein, hat aber auch Rückwirkungen für seine Position in der Kirche und in der Bischofskonferenz. In diesem Sinne ist das Amt des Vorsitzenden allem Anschein entgegen relativ offen strukturiert und eher bescheiden ausgestattet, kann recht verschieden ausgefüllt werden – und kann vielleicht gerade so eine stärkere Wirkung entfalten, als dies im Statut vorgezeichnet ist.“
„Zum Aufgabenbereich des Vorsitzenden gehört nicht nur die Leitung der Gremien und die Vertretung nach außen, sondern die Verbindung der Bistümer untereinander, zuerst im eigenen Land, schließlich aber auch im Sinne der Beziehungen zum Zentrum der Weltkirche in Rom, zu den Nachbarkirchen und in die ganze Weltkirche hinein.“
Leiter des Kommissariates der Deutschen Bischöfe, dem Verbindungsbüro zur Bundesregierung, ist seit dem Jahr 2000 Prälat Karl Jüsten.
Am 3. März 2020 wählte die Bischofskonferenz den Limburger Bischof Georg Bätzing zum neuen Vorsitzenden. Sein Vorgänger, Reinhard Kardinal Marx, hatte im Februar 2020 erklärt, er werde nicht erneut für dieses Amt kandidieren. Stellvertretender Vorsitzender ist seit dem 26. September 2023 der Fuldaer Bischof Michael Gerber in Nachfolge des emeritierten Osnabrücker Bischofs Franz-Josef Bode.

### Sekretariat der Deutschen Bischofskonferenz
Das Sekretariat der DBK mit Sitz in Bonn unterstützt den Vorsitzenden und die Mitglieder der Bischofskonferenz bei ihren Aufgaben, es koordiniert die Arbeit der Bischöflichen Kommissionen und ist für die Öffentlichkeitsarbeit der DBK verantwortlich. Es wird vom Generalsekretär geleitet. Der Titel lautete bis 2021 „Sekretär“.
Mit der Wahl der Theologin Beate Gilles durch die Frühjahrsvollversammlung der DBK am 23. Februar 2021 wurde die Bezeichnung ab Juli 2021 zu „Generalsekretärin“ geändert. Ihr Amtsvorgänger als Sekretär der DBK war von 1996 bis 2021 Hans Langendörfer SJ.

### Die Bischöflichen Kommissionen
Zusätzlich eingerichtete Bischöfliche Kommissionen bearbeiten Fragen bestimmter Teilgebiete des kirchlichen Lebens (Glaubenskommission, Ökumenekommission, Pastoralkommission, Liturgiekommission, Kommission für gesellschaftliche und soziale Fragen u. a).

#### Glaubenskommission (I)
Die Aufgabe der Glaubenskommission umfasst grundlegende Fragen des Glaubens, etwa solche des Gottesbildes und der Sakramente, und ethische Fragen der Biologie und der Medizin, z. B. zu den Themen Sterbehilfe und Embryonenschutz.
Mitglieder:
- Franz-Josef Overbeck, Bischof von Essen, Vorsitzender
- Rudolf Voderholzer, Bischof von Regensburg, stellvertretender Vorsitzender
- Helmut Dieser, Bischof von Aachen
- Karlheinz Diez, Weihbischof in Fulda
- Josef Graf, Weihbischof in Regensburg
- Reinhard Marx, Erzbischof von München und Freising

##### Unterkommission Bioethik
Unterkommission der Glaubenskommission
Mitglieder:
- Josef Graf, Weihbischof in Regensburg

#### Ökumenekommission (II)
Die Ökumenekommission befasst sich mit ökumenischen Grundfragen. Darunter fallen u. a. Rechtfertigungslehre, Amtsverständnis, Kirchenbild und die Beziehungen zu nichtkatholischen Kirchen und Gemeinschaften. Grundfragen der Ökumene in theologischer Hinsicht und die Beziehungen zu den nicht-katholischen Kirchen in Deutschland sind Gegenstand der Kommissionsaufgabe. Ihr zugeordnet sind eine Unterkommission für den Interreligiösen Dialog und eine Unterkommission für die religiösen Beziehungen zum Judentum.
Unterstützt wird die Kommission vom Johann-Adam-Möhler-Institut für Ökumenik In Paderborn.
Mitglieder:
- Gerhard Feige, Bischof von Magdeburg, Vorsitzender
- Ulrich Neymeyr, Bischof von Erfurt, stellvertretender Vorsitzender
- Peter Birkhofer, Weihbischof in Freiburg
- Horst Eberlein, Weihbischof in Hamburg
- Thomas Löhr, Weihbischof in Limburg
- Bertram Meier, Bischof von Augsburg
- Karl-Heinz Wiesemann, Bischof von Speyer

##### Unterkommission für die religiösen Beziehungen zum Judentum
Unterkommission der Ökumenekommission
Mitglieder:
- Ulrich Neymeyr, Bischof von Erfurt, Vorsitzender
- Jörg Michael Peters, Weihbischof in Trier
- Rolf Steinhäuser, Weihbischof in Köln

#### Pastoralkommission (III)
Die Pastoralkommission beobachtet die Gemeindepastoral, Strukturveränderungen der Pastoral und der Seelsorgebereiche, und analysiert verkündigungsbezogene Entwicklungen im Internet und weiteren gesellschaftlichen Bereichen. Unterstützt wird die Pastoralkommission von der Katholischen Arbeitsstelle für missionarische Pastoral in Erfurt.
Mitglieder:
- Peter Kohlgraf, Bischof von Mainz, Vorsitzender
- Matthäus Karrer, Weihbischof in Rottenburg-Stuttgart, stellvertretender Vorsitzender
- Wolfgang Bischof, Weihbischof in München und Freising
- Helmut Dieser, Bischof von Aachen
- Reinhard Hauke, Weihbischof in Erfurt
- Josef Holtkotte, Weihbischof in Paderborn
- Wolfgang Ipolt, Bischof von Görlitz
- Rolf Lohmann, Weihbischof in Münster
- Ludger Schepers, Weihbischof in Essen
- Rolf Steinhäuser, Weihbischof in Köln
- Christian Würtz, Weihbischof in Freiburg

##### Unterkommission Frauen in Kirche und Gesellschaft
Unterkommission der Pastoralkommission
Mitglieder:
- Peter Kohlgraf, Bischof von Mainz, Vorsitzender
- Wolfgang Bischof, Weihbischof in München und Freising
- Ludger Schepers, Weihbischof in Essen

#### Kommission für Geistliche Berufe und Kirchliche Dienste (IV)
Die Kommission beschäftigt sich mit Fragen der Berufungspastoral und Umschreibung kirchlicher Dienste.
Mitglieder:
Vorsitzender
- Michael Gerber, Bischof von Fulda, Vorsitzender
- Felix Genn, Bischof von Münster, stellvertretender Vorsitzender
- Robert Brahm, Weihbischof in Trier
- Josef Graf, Weihbischof in Regensburg
- Gerhard Schneider, Weihbischof in Rottenburg-Stuttgart
- Rupert Graf zu Stolberg, Weihbischof in München und Freising
- Heinrich Timmerevers, Bischof von Dresden-Meißen

#### Liturgiekommission (V)
Die Liturgiekommission berät über alle Fragen der Liturgie der Kirche. Sie wird unterstützt vom Deutschen Liturgischen Institut in Trier.
Mitglieder:
- Stephan Ackermann, Bischof von Trier, Vorsitzender
- Karl-Heinz Wiesemann, Bischof von Speyer, stellvertretender Vorsitzender
- Otto Georgens, Weihbischof in Speyer
- Reinhard Pappenberger, Weihbischof in Regensburg
- Jörg Michael Peters, Weihbischof in Trier

#### Kommission für gesellschaftliche und soziale Fragen (VI)
Diese Kommission erarbeitete u. a. Papiere zum Verhältnis der katholischen Kirche zur Arbeitswelt.
Mitglieder:
- Heiner Wilmer, Bischof von Hildesheim, Vorsitzender
- Anton Losinger, Weihbischof in Augsburg, stellvertretender Vorsitzender
- Matthias Heinrich, Weihbischof in Berlin
- Josef Holtkotte, Weihbischof in Paderborn
- Rolf Lohmann, Weihbischof in Münster
- Franz-Josef Overbeck, Bischof von Essen
- Gerhard Schneider, Weihbischof in Rottenburg-Stuttgart

#### Kommission für Erziehung und Schule (VII)
Mitglieder:
- Heinrich Timmerevers, Bischof von Dresden-Meißen, Vorsitzender[25]
- Thomas Maria Renz, Weihbischof in Rottenburg-Stuttgart, stellvertretender Vorsitzender
- Heinz-Günter Bongartz, Weihbischof in Hildesheim
- Karl Borsch, Weihbischof in Aachen
- Wilfried Theising, Weihbischof in Münster
- Florian Wörner, Weihbischof in Augsburg

#### Kommission für Wissenschaft und Kultur (VIII)
Mitglieder:
- Rainer Maria Kardinal Woelki, Erzbischof von Köln, Vorsitzender
- Christoph Hegge, Weihbischof in Münster, stellvertretender Vorsitzender
- Gregor Maria Hanke OSB, Bischof von Eichstätt
- Anton Losinger, Weihbischof in Augsburg
- Rudolf Voderholzer, Bischof von Regensburg
- Paul Reder, Weihbischof in Würzburg

#### Publizistische Kommission (IX)
Die Publizistische Kommission befasst sich mit allen Fragen kirchlicher Medienarbeit. Auf Initiative der Kommission wurde an der KH Mainz die Clearingstelle Medienkompetenz der DBK eingerichtet.
Mitglieder:
- Reinhard Marx, Erzbischof von München und Freising, Vorsitzender
- Ulrich Neymeyr, Bischof von Erfurt, stellvertretender Vorsitzender
- Robert Brahm, Weihbischof in Trier
- Matthäus Karrer, Weihbischof in Rottenburg-Stuttgart

#### Kommission für Ehe und Familie (XI)
Mitglieder:
- Heiner Koch, Erzbischof von Berlin, Vorsitzender
- Wilfried Theising, Weihbischof in Münster, stellvertretender Vorsitzender
- Karl Borsch, Weihbischof in Aachen
- Bohdan Dzyurakh, Apostolischer Exarch für die Ukraine
- Herwig Gössl, Erzbischof von Bamberg
- Gregor Maria Hanke OSB, Bischof von Eichstätt
- Stefan Oster SDB, Bischof von Passau

#### Jugendkommission (XII)
Die Jugendkommission wird unterstützt von der Arbeitsstelle für Jugendseelsorge der Deutschen Bischofskonferenz in Düsseldorf.
Mitglieder:
- Johannes Wübbe, Weihbischof in Osnabrück, Vorsitzender
- Stefan Oster, Bischof von Passau, stellvertretender Vorsitzender
- Udo Markus Bentz, Erzbischof von Paderborn
- Michael Gerber, Bischof von Fulda
- Reinhard Hauke, Weihbischof in Erfurt
- Christoph Hegge, Weihbischof in Münster
- Dominikus Schwaderlapp, Weihbischof im Erzbistum Köln
- Florian Wörner, Weihbischof in Augsburg

#### Kommission für caritative Fragen (XIII)
Die Kommission wird unterstützt vom Generalsekretariat des Deutschen Caritasverbandes in Freiburg.
Mitglieder:
- Stephan Burger, Erzbischof von Freiburg, Vorsitzender
- Herwig Gössl, Erzbischof von Bamberg, stellvertretender Vorsitzender
- Horst Eberlein, Weihbischof in Hamburg
- Franz Jung, Bischof von Würzburg
- Christian Würtz, Weihbischof in Freiburg

#### Migrationskommission (XIV)
Mitglieder:
- Stefan Heße, Erzbischof von Hamburg, Vorsitzender
- Dominicus Meier OSB, Bischof von Osnabrück, stellvertretender Vorsitzender
- Peter Birkhofer, Weihbischof in Freiburg
- Bohdan Dzyurakh, Apostolischer Exarch für die Ukrainer
- Matthias Heinrich, Weihbischof in Berlin
- Matthias König, Weihbischof in Paderborn
- Peter Kohlgraf, Bischof von Mainz
- Ansgar Puff, Weihbischof in Köln
- Rupert Graf zu Stolberg, Weihbischof in München und Freising

## Geschichte

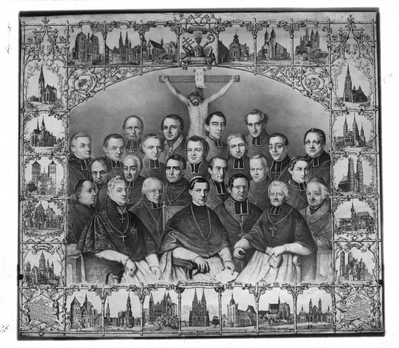
Eine erste Konferenz der deutschen Bischöfe fand 1848 in Würzburg statt. Lithographie nach Zeichnungen von Georg Opel

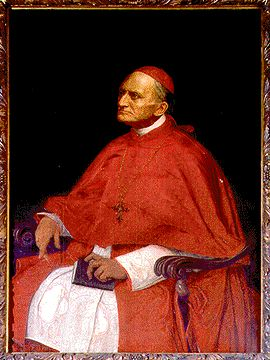
Paulus Kardinal Melchers

Ein erstes Treffen deutscher katholischer Bischöfe war die Würzburger Bischofskonferenz von 1848 unter der Leitung des Kölner Erzbischofs Johannes Kardinal von Geissel.

### Fuldaer Bischofskonferenz
1867 entstand die nach ihrem Tagungsort benannte Fuldaer Bischofskonferenz als dauerhafte Einrichtung und als freier Zusammenschluss zum Meinungsaustausch ohne einen Anspruch auf konkrete Befugnisse. Erster Vorsitzender war der Kölner Erzbischof Paulus Kardinal Melchers.
Angesichts des Kulturkampfes in Preußen, zumal der Maigesetze von 1873, beschlossen die preußischen Bischöfe, „sich in ungeteilter Einigkeit des Handelns und Leidens diesen Gesetzen gegenüber zu verhalten. … Alle leisteten sich gegenseitig das Versprechen, in dieser Einigkeit unbeirrt zu verharren.“ Damit erhielten die Absprachen in der Bischofskonferenz eine ganz neue Verbindlichkeit; deren Beschlüsse waren fortan für die einzelnen Bischöfe zumindest moralisch verpflichtend.
Der bayerische Episkopat hingegen, der nicht in gleicher Weise einem Kulturkampf ausgesetzt war, sah keinen Grund, sich in solchem Maße zum gemeinsamen Handeln zu verpflichten. Deshalb nahmen die bayerischen Bischöfe ab 1873 nicht mehr an den Sitzungen teil, sondern schlossen sich zur Freisinger Bischofskonferenz unter der Leitung des Erzbischofs von München-Freising zusammen. Erst unter dem Druck der politischen Verhältnisse nahmen sie ab 1933 wieder an der Fuldaer Bischofskonferenz teil.

#### Nationalsozialismus
Die deutschen Bischöfe hatten sich während der 1930er-Jahre und im Zweiten Weltkrieg lange darauf beschränkt, lediglich durch Eingaben an die Reichsregierung gegen Missstände zu protestieren, da es unter den Bischöfen einen länger dauernden Konflikt und eine Führungskrise sowie unterschiedliche Auffassungen über das Vorgehen gab. Insgesamt galten die Klagen der katholischen Kirche stets der Verletzung katholischer Interessen, nicht dem System des Nationalsozialismus als solchem. Proteste der deutschen Bischöfe gegen Justizmorde an den Gegnern des Regimes, gegen die Verfolgung von Liberalen, Demokraten und Kommunisten fanden nicht statt. Ein Protest der Bischöfe gegen Hitlers Kriegspolitik blieb ebenso aus wie ein gemeinsames öffentliches Aufbegehren gegen die Judenverfolgung. Der Vorsitzende Kardinal Adolf Bertram (Breslau) konnte wegen seines Alters am Ende nicht mehr teilnehmen.
Erst im August 1943 entschlossen sich die Bischöfe, sich in einem gemeinsamen sog. Dekalog-Hirtenbrief mit dem Titel „Zehn Gebote als Lebensgesetz der Völker“ öffentlich zu äußern, und erklärten am 12. September 1943: „Tötung ist in sich schlecht, auch wenn sie angeblich im Interesse des Gemeinwohls verübt wurde: An schuld- und wehrlosen Geistesschwachen und -kranken, an unheilbar Siechen und tödlich Verletzten, an erblich Belasteten und lebensuntüchtigen Neugeborenen, an unschuldigen Geiseln und entwaffneten Kriegs- oder Strafgefangenen, an Menschen fremder Rassen und Abstammung.“
Siebzehnmal trafen sich die rheinisch-westfälischen Bischöfe aus den Kirchenprovinzen Köln und Paderborn in der Zeit von 1935 bis 1943 im Marienwallfahrtsort Kevelaer zum sogenannten Kevelaerer Bischofskonveniat. Die Vorliebe für Kevelaer als Tagungsort lag beim Münsteraner Bischof Clemens August von Galen. Außerdem bot das Priesterhaus in Nachbarschaft der Marienbasilika eine ausreichend große Tagungsstätte für die Teilnehmer. Den Vorsitz hatte Kardinal Josef Frings. Nach dem NS-Regime wurde die Einrichtung eines Bischofskonveniats in Kevelaer zunächst wieder am 5. Juni 1950 aufgegriffen.

#### Nachkriegszeit
Nach Kriegsende legten auf Initiative von elf nordwestdeutschen Bischöfen die deutschen Bischöfe am 23. August 1945 in Fulda ein Schuldbekenntnis ab und erklärten: „Viele Deutsche, auch aus unseren Reihen, haben sich von den falschen Lehren des Nationalsozialismus betören lassen.“ Sie seien den Verbrechen gegenüber gleichgültig geblieben und hätte ihnen sogar Vorschub geleistet.  „Viele sind selber Verbrecher geworden.“
In den folgenden Jahrzehnten äußerten sich die Bischöfe – so der Historiker Ulrich Helbach – nicht mehr selbstkritisch zu ihrer Rolle bzw. in der NS-Zeit. Erst 2020, in ihrem „Wort zum Ende des Zweiten Weltkriegs vor 75 Jahren“ vom 29. April 2020 mit dem Titel „Deutsche Bischöfe im Weltkrieg“, nahmen die katholischen deutschen Bischöfe in einer gemeinsamen Erklärung wieder Stellung zum Verhalten ihrer Vorgänger im Zweiten Weltkrieg, die als Schuldbekenntnis verstanden werden soll. Sie missbilligten, dass sowohl beim Kriegsausbruch 1939 als auch danach offener Protest der deutschen Bischöfe gegen den nationalsozialistischen Vernichtungskrieg ausgeblieben sei, und bezeichneten das Verhalten ihrer Vorgänger als „schwer verständlich, wenn nicht sogar falsch“. Weiter schrieben die Bischöfe 2020: „Auch gegen die ungeheuerlichen Verbrechen an den als ‚rassenfremd‘ diskriminierten und verfolgten Anderen, insbesondere den Juden, erhob sich in der Kirche in Deutschland kaum eine Stimme.“ Erst nach einem  Anstoß durch Patientenmorde und „Klostersturm“ hätten einzelne Bischöfe offenen Widerspruch gewagt.
Seit dem Mauerbau 1961 konnten die ostdeutschen Bischöfe nicht mehr an den Vollversammlungen teilnehmen und gründeten als eigene Versammlungen die „Berliner Ordinarienkonferenz“, die sich 1976 in „Berliner Bischofskonferenz“ umbenannte und ausdrücklich betonte, nur den pastoralen Notwendigkeiten zu entspringen und keine Anerkennung der deutschen Teilung bedeute.
Am Ende des Zweiten Vatikanischen Konzils richteten die polnischen Bischöfe am 18. November 1965 eine Botschaft an die Mitglieder der Deutschen Bischofskonferenz, die angesichts zahlloser Toter und Vertriebener auf beiden Seiten in dem Satz gipfelte: „Wir vergeben und bitten um Vergebung.“ Die Erklärung stieß bei der kommunistischen Regierung der Volksrepublik Polen auf entschiedenen Widerspruch. Die deutschen Bischöfe antworteten am 5. Dezember 1965 sehr distanziert und für die polnischen  Bischöfe enttäuschend, da man eine Aussage zur Oder-Neiße-Grenze erhofft hatte; in Deutschland befürchtete man, dass vor allem eine Aussage zur Anerkennung der deutsch-polnischen Grenze den Gläubigen, vor allem den Heimatvertriebenen, nur schwer zu vermitteln sei.

### Deutsche Bischofskonferenz
Während des Zweiten Vatikanischen Konzils erhielt die Bischofskonferenz auch ihre kirchenrechtliche Grundlegung als Deutsche Bischofskonferenz: Im Dekret Christus Dominus (Nr. 37f) wurde sie kirchenrechtlich anerkannt und benannte sich nach den Richtlinien für die Errichtung nationaler Bischofskonferenzen 1966 in „Deutsche Bischofskonferenz“ um. In der Folge nahmen neben den Diözesanbischöfen nun auch die Weihbischöfe an den Treffen teil, die jährlich im Herbst in Fulda und im Frühjahr an wechselnden Orten stattfinden sollten.
Die Geschichte der Bischofskonferenz seit dem Zweiten Weltkrieg prägten entscheidend ihre langjährigen Vorsitzenden Joseph Kardinal Frings (1945–1965), Julius Kardinal Döpfner (1965–1976), Joseph Kardinal Höffner (1976–1987) sowie Karl Kardinal Lehmann (1987–2008).
In den Jahren der deutschen Teilung förderte die Deutsche Bischofskonferenz im Rahmen der zwischen der DDR-Regierung und den Kirchen vereinbarten Kirchenbauprogramme in der DDR als Kirchengeschäft C den Bau von Kirchen und kirchlichen Gebäuden in der DDR. Die Zahlungen wurden katholischerseits über das Bonifatiuswerk abgewickelt, von 1966 bis 1988 flossen 310 Millionen D-Mark. 

#### Zusammenschluss mit der Berliner Bischofskonferenz
Im Zuge der deutschen Wiedervereinigung schloss sich die Berliner Bischofskonferenz 1990 der Deutschen Bischofskonferenz an. Von 1987 bis 2008 führte der Mainzer Bischof Karl Kardinal Lehmann als Vorsitzender die Deutsche Bischofskonferenz. Er erklärte am 15. Januar 2008 aus gesundheitlichen Gründen seinen Rücktritt. Am 12. Februar 2008 wählten die Bischöfe in der Frühjahrsvollversammlung den Freiburger Erzbischof Robert Zollitsch zum Vorsitzenden der Deutschen Bischofskonferenz.

### Wichtige Themen

#### Missbrauchsskandale

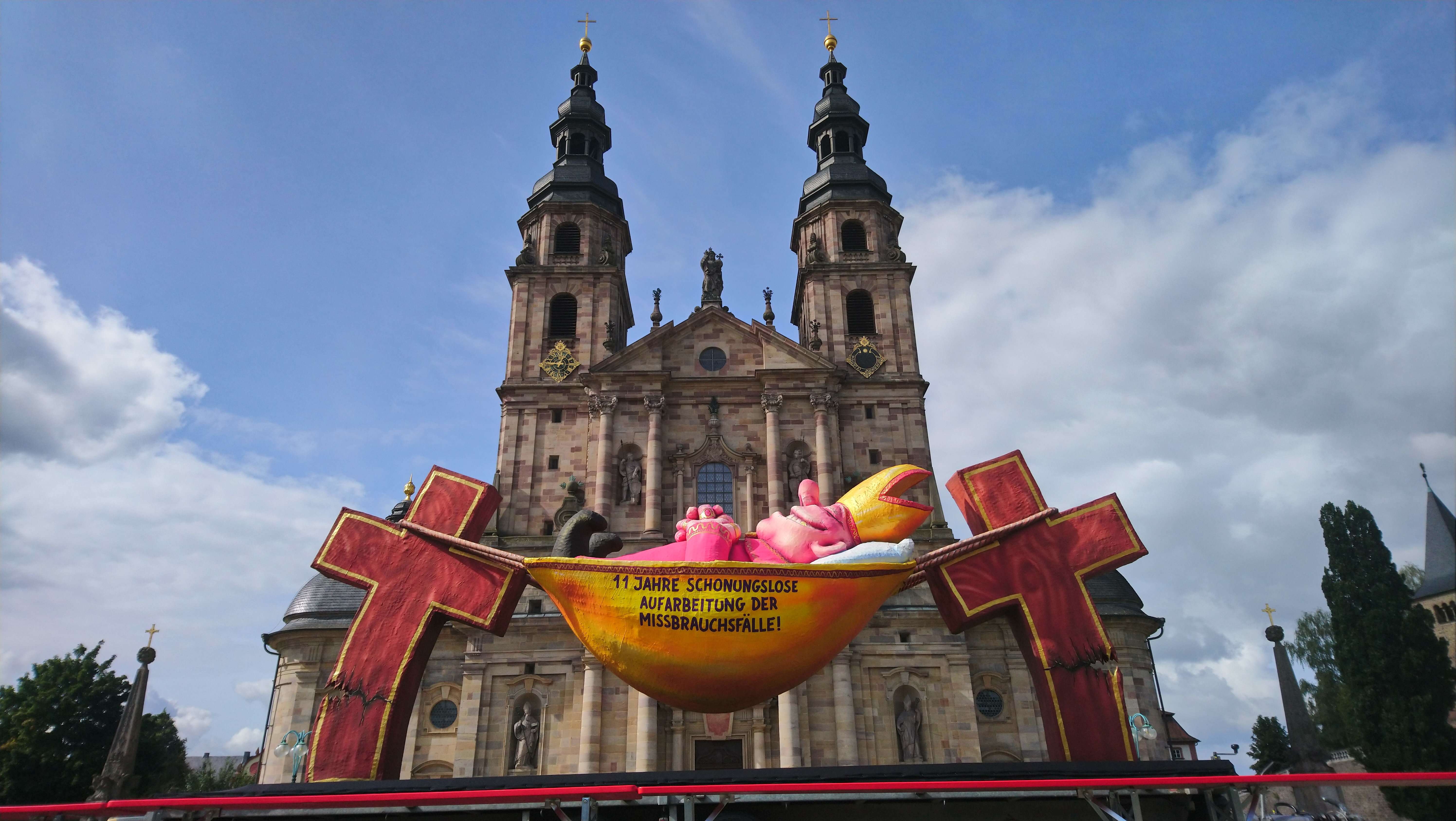
Protest mit der Großplastik Hängemattenbischof („11 Jahre schonungslose Aufarbeitung der Missbrauchsfälle“) auf der DBK-Herbstvollversammlung 2021 in Fulda.

Vor dem Hintergrund der Fälle von sexuellem Missbrauch in der römisch-katholischen Kirche in Deutschland schloss die Deutsche Bischofskonferenz im Juni 2011 eine Vereinbarung mit dem Kriminologischen Institut Niedersachsen über eine umfassende Kriminologische Studie zum Missbrauch in der katholischen Kirche Deutschlands. Am 8. Januar 2013 wurde bekannt, dass die Deutsche Bischofskonferenz wegen eines Vertrauensverlustes den Vertrag mit dem Institut gekündigt hat. Am 25. September 2018 veröffentlichte die Deutsche Bischofskonferenz die sogenannte MHG-Studie mit dem Titel Sexueller Missbrauch an Minderjährigen durch katholische Priester, Diakone und männliche Ordensangehörige im Bereich der Deutschen Bischofskonferenz, die von einem Konsortium verschiedener Einrichtungen erarbeitet wurde. Als Konsequenz aus der Studie richtete die Bischofskonferenz 2019 einen Betroffenenbeirat ein, um Missbrauchsopfern besser beizustehen.

#### Gleichstellung
Seit Mai 2019 kam es in Deutschland im sogenannten Kirchenstreik – auch als Aktion Maria 2.0 bezeichnet – zu zahlreichen Initiativen von im Kirchendienst aktiven Frauen, die eine generelle „Gleichstellung von Männern und Frauen in der katholischen Kirche (fordern)“. Die drei Initiatorinnen des Lauchringer Kirchenstreiks übergaben dem Vorsitzenden der Bischofskonferenz rund 5000 Unterschriften. Eine Konsequenz der sich daran anschließenden Debatte war 2021 die erstmalige Wahl einer Frau zur Generalsekretärin der DBK, was im Vorfeld von einflussreichen Persönlichkeiten gefordert worden war.

#### Synodaler Weg
Siehe Hauptartikel Synodaler Weg

#### Abgrenzung gegen Rechtsextremismus
Auf der Frühjahrsvollversammlung im Februar 2024 grenzten sich die deutschen Bischöfe scharf von Rechtsextremismus ab, und zwar in ihrem Friedenswort „Friede diesem Haus“ (21. Februar 2024) und in der Erklärung „Völkischer Nationalismus und Christentum sind unvereinbar“ (22. Februar 2024). Darin heißt es, gegenwärtig stelle „der Rechtsextremismus die größte Bedrohung extremistischer Art für unser Land und für Europa dar“. Rechtspopulismus sei „der schillernde Rand des Rechtsextremismus, von dem er ideologisch aufgeladen“ werde; beide förderten „stereotype Ressentiments“ etwa gegen Geflüchtete und Migranten, gegen Muslime und Juden. Völkischer Nationalismus, der „Volk“ als „Gemeinschaft der ethnisch und kulturell Gleichen oder Ähnlichen“ betrachte, so die Bischöfe, sei mit dem christlichen Gottes- und Menschenbild unvereinbar, weil er auf Ab- und Ausgrenzung abziele und die gleiche Würde aller Menschen leugne oder relativiere. Die Bischöfe wiesen darauf hin, dass das Grundgesetz dagegen das Volk als „Demos“ verstehe, als „Gemeinschaft der Gleichberechtigten“. „Rechtsextreme Parteien und solche, die am Rande dieser Ideologie wuchern“ könnten somit für Christen kein Ort ihrer politischen Betätigung sein; sie seien für Christen auch nicht wählbar und mit einem haupt- oder ehrenamtlichen Dienst in der Kirche unvereinbar. Dabei wurde die Partei Alternative für Deutschland (AfD) ausdrücklich und betont genannt.

## Vorsitzende
Würzburger Bischofskonferenz
- Johannes Kardinal von Geissel, Erzbischof von Köln (1848)

Fuldaer Bischofskonferenz
- Paulus Kardinal Melchers, Erzbischof von Köln (1867–1883)
- Philipp Kardinal Krementz, Erzbischof von Köln (1884–1896)
- Georg Kardinal von Kopp, Fürstbischof von Breslau (1897–1913)
- Felix Kardinal von Hartmann, Erzbischof von Köln (1914–1919)
- Adolf Kardinal Bertram, Fürsterzbischof von Breslau (1920–1945)
- Joseph Kardinal Frings, Erzbischof von Köln (1945–1965)

Deutsche Bischofskonferenz
- Julius Kardinal Döpfner, Erzbischof von München und Freising (1965–1976)
- Joseph Kardinal Höffner, Erzbischof von Köln (1976–1987)
- Karl Kardinal Lehmann, Bischof von Mainz (1987–2008)
- Robert Zollitsch, Erzbischof des Erzbistums Freiburg und dort danach ab September 2013 Apostolischer Administrator (2008–2014)
- Reinhard Kardinal Marx, Erzbischof von München und Freising (2014–2020)
- Georg Bätzing, Bischof von Limburg (seit 2020)

## Rundfunkberichte
- Gudrun Sailer und Hajo Goertz: Deutsche Bischofskonferenz – Bewahrer oder Reformer? In: Hintergrund. Deutschlandfunk, 5. März 2014, abgerufen am 26. September 2019.